# Platydoryctes
Platydoryctes är ett släkte av steklar. Platydoryctes ingår i familjen bracksteklar.
Kladogram enligt Catalogue of Life:
| Platydoryctes | \| \| Platydoryctes duckensis \| \| \| \| \| \| Platydoryctes rafaeli \| \| \| \| \| \| Platydoryctes soaresi \| \| \| \| |
|               | \| \| Platydoryctes duckensis \| \| \| \| \| \| Platydoryctes rafaeli \| \| \| \| \| \| Platydoryctes soaresi \| \| \| \| |
|               | Platydoryctes duckensis                                                                                                   |
|               | |
|               | Platydoryctes rafaeli |
|               | |
|               | Platydoryctes soaresi |
|               | |